# جيفري فريدمان
جيفري فريدمان (بالإنجليزية: Jeffrey Friedman)‏ هو مونتير ومنتج أفلام وكاتب سيناريو ومخرج أمريكي، ولد في 24 أغسطس 1951 في لوس أنجلوس في الولايات المتحدة.

## وصلات خارجية
- جيفري فريدمان على موقع IMDb (الإنجليزية)
- جيفري فريدمان على موقع ألو سيني (الفرنسية)
- جيفري فريدمان على موقع أول موفي (الإنجليزية)
- جيفري فريدمان على موقع قاعدة بيانات الأفلام السويدية (السويدية)
- جيفري فريدمان على موقع قاعدة بيانات الفيلم (الإنجليزية)
- جيفري فريدمان على موقع كينوبويسك (الروسية)